# 샌프란시스코에서의 제럴드 포드 암살 시도
1975년 9월 22일 샌프란시스코에서 사라 제인 무어는 미국 세계문제협의회(World Affairs Council)에서 연설을 마친 제럴드 포드 제38대 미국 대통령을 암살하려 시도했다. 무어는 .38 스페셜 리볼버로 포드 대통령에게 두 발을 발사했지만, 모두 빗나갔다. 포드는 17일 전 이전 암살 시도에서 살아남았으며, 두 번째 시도 후에는 대중 앞에 나설 때 방탄 트렌치코트를 착용했다. 1976년 1월 15일, 무어는 시도에 대해 종신형을 선고받았고, 2007년 12월 31일에 가석방되었다.

## 배경
사라 제인 무어는 1975년 초 미국 비밀경호국에 의해 평가되었지만, 요원들은 그녀가 대통령에게 위험을 초래하지 않는다고 결론 내렸다. 45세의 그녀는 암살 시도 전날 불법 권총 소지로 경찰에 구금되었으나 풀려났다. 경찰은 그녀의 .44구경 차터 암스 불독 리볼버와 113발의 탄약을 압수했다.

## 총격
월요일 오후 3시 30분, 포드는 세계 문제 협의회에서 연설한 후 유니언 스퀘어에 위치한 세인트 프랜시스 호텔의 포스트 스트리트(북쪽) 입구에서 나와 자신의 리무진으로 향했다. 차량에 탑승하기 전, 그는 멈춰 서서 길 건너편에 모인 군중에게 손을 흔들었다.
사라 제인 무어는 포드로부터 약 forty 피트 (12 m) 떨어진 군중 속에 서서 .38 스페셜 리볼버로 두 발을 발사했다. 첫 번째 총알은 포드의 머리를 five 인치 (13 cm) 간격으로 빗나가 포드가 방금 걸어 나온 문 위 벽을 뚫었다. 올리버 시플이라는 이름의 구경꾼이 첫 총성 소리를 듣고 무어에게 달려들어 그녀가 두 번째 방아쇠를 당기기 전에 총을 쏜 팔을 붙잡았다. 두 번째 총알은 호텔 안에 서 있던 42세 택시 운전사 존 루드비히의 사타구니를 맞혔다. 루드비히는 살아남았다.
샌프란시스코 경찰국의 티모시 헤트리히 대위가 무어를 붙잡고 그녀의 손에서 총을 빼앗았다. 다른 많은 경찰관들이 즉시 무어를 제압하는 데 합류했다. 그 동안 대통령의 미국 비밀경호국 팀은 포드를 대기 중인 리무진에 밀어 넣었고, 비밀경호국 요원과 도널드 럼즈펠드는 그 위에 엎드렸다. 리무진은 샌프란시스코 국제공항(SFO)으로 질주했고, 그곳에서 포드는 에어 포스 원에 탑승하여 영부인이 합류한 후 워싱턴 D.C.로 돌아갔다.
무어는 2009년 인터뷰에서 그녀의 동기가 미국에 변화를 가져오기 위해 폭력적인 혁명을 촉발하는 것이었다고 설명했다.

## 여파

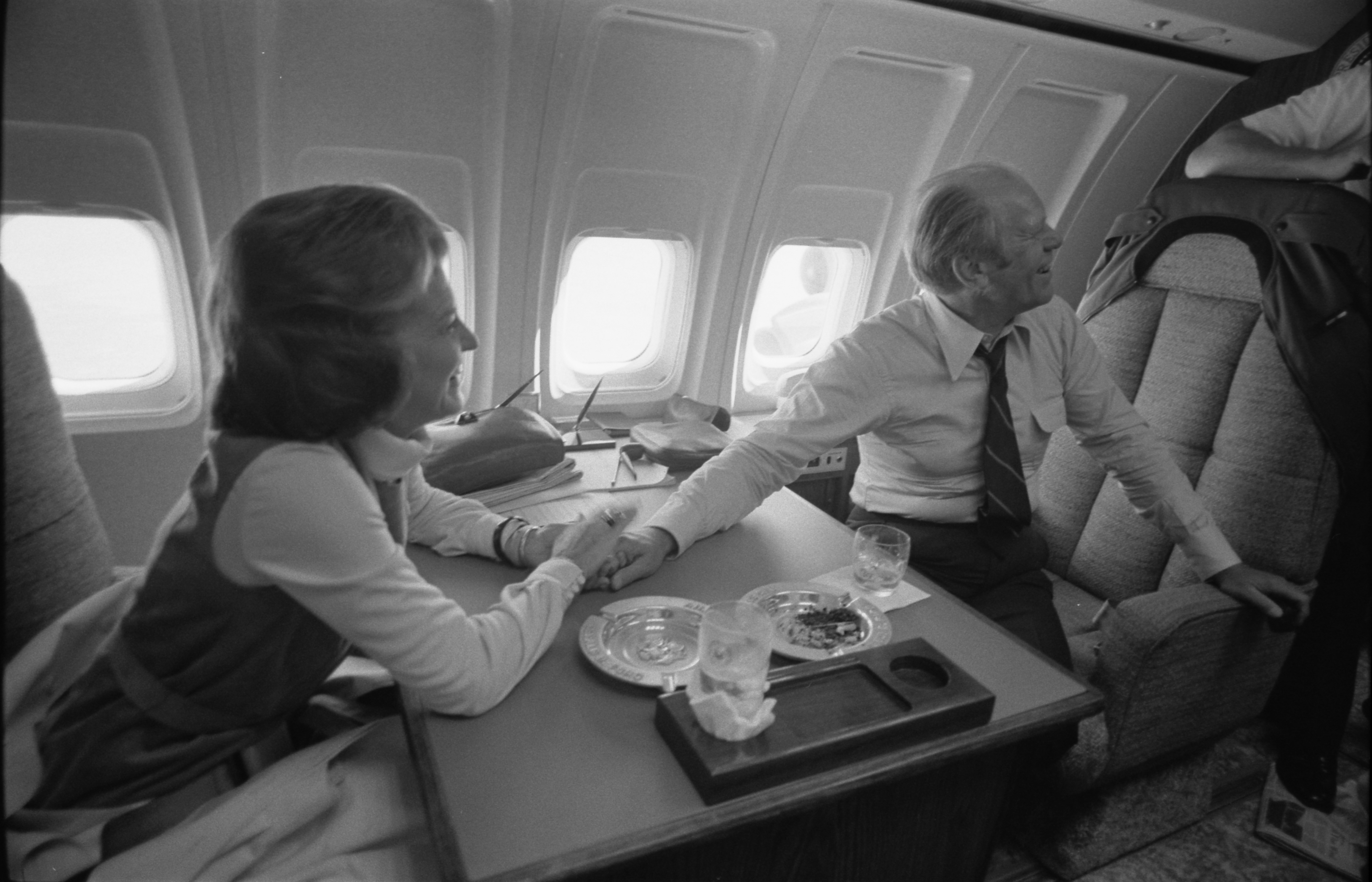
암살 시도가 있었던 날 저녁 샌프란시스코에서 워싱턴 D.C.로 돌아가는 비행기에 탑승한 포드 대통령과 그의 아내 베티

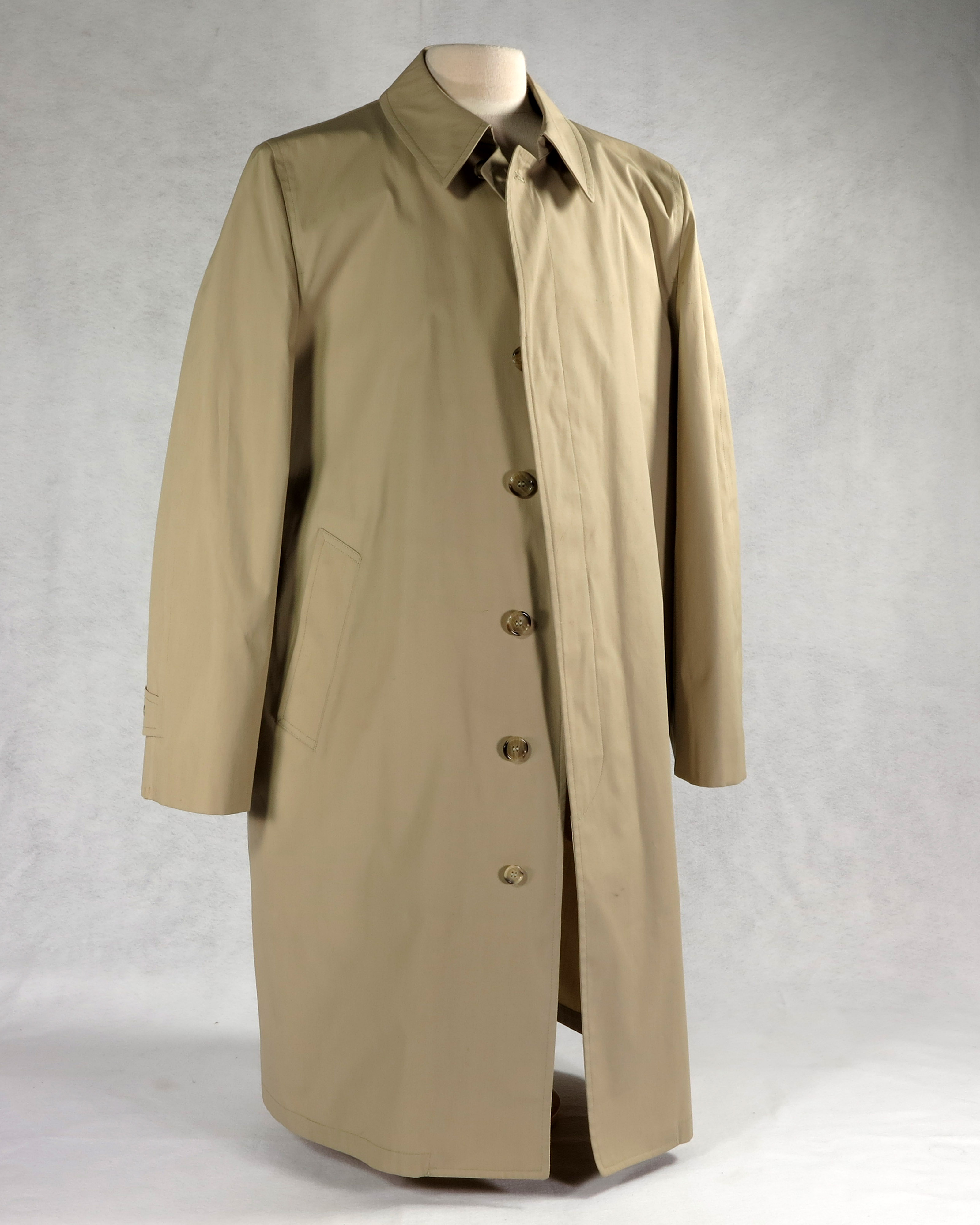
1975년 10월부터 포드가 두 번의 암살 시도 때문에 대중 앞에서 입기 시작한 방탄 트렌치코트

### 사라 제인 무어
무어는 1975년 12월 12일 암살 시도 혐의에 대해 유죄를 인정했다. 다음 달인 1976년 1월 15일, 그녀는 종신형을 선고받았다. 2007년 12월 31일, 77세의 나이로 무어는 가석방되었다.

### 올리버 시플
올리버 시플은 현장에서 비밀경호국과 샌프란시스코 경찰로부터 그의 행동에 대해 칭찬을 받았다. 언론은 그를 국가 영웅으로 묘사했다. 샌프란시스코 암살 시도 사흘 후, 시플은 포드 대통령으로부터 그의 영웅적인 행동을 칭찬하는 편지를 받았다.

### 포드 대통령
포드 대통령은 리무진을 타고 SFO 활주로로 급히 이동한 후, 신속하게 에어 포스 원에 탑승했다. 그러나 워싱턴 D.C.로 돌아가기 위해 출발하기 전에, 비행기는 샌프란시스코반도에서 자신의 일정을 수행하던 그의 아내인 영부인 베티를 기다려야 했다.
샌프란시스코 사건 외에도, 포드는 17일 전인 1975년 9월 5일에 새크라멘토에서 발생한 이전 암살 시도에서도 무사히 살아남았다. 같은 달에 발생한 두 사건에 대응하여 포드 대통령은 1975년 10월부터 대중 앞에서 방탄 트렌치코트를 착용했다.
1974년 리처드 닉슨의 사임으로 대통령직을 승계한 포드는 1976년 선거에 출마했다. 그는 선거인단 투표에서 지미 카터에게 297대 240으로 패했고, 다시는 공직에 출마하지 않았다. 2006년 93세의 나이로 포드는 자연사했다.

## 같이 보기
- 미국 대통령 암살 시도 및 음모 목록